# Cartea privirilor (1981)
Cartea privirilor este un film românesc din 1981 regizat de Horia Constantin. Rolurile principale au fost interpretate de actorii Dan Condurache, Dumitru Anghel, Mirela Gorea.

## Distribuție
Distribuția filmului este alcătuită din:
- Dinu Ianculescu — Vânzătorul de la consignație
- Dumitru Anghel — Adrian
- Mirela Gorea — Profesoara
- Adrian Pintea — Petre
- Dan Condurache — Tiberiu
- Mitică Popescu — Omul cu dosarul